# Дервиш Али (квартал)
„Дервиш Али“ (на турски: Derviş Ali) е квартал на Истанбул, разположен в градска околия Фатих. Общата му площ е 0,36 км2. Според данни на Адресната система за регистриране на населението (ABPRS) към 2024 г. населението на „Дервиш Али“ е 16 725 жители.